# Uwe Decker
Uwe Decker (* 26. April 1961) ist ein ehemaliger deutscher Fußballspieler. In der höchsten Spielklasse des DDR-Fußballs, der Oberliga, spielte er für den FC Vorwärts Frankfurt/Oder.

## Sportliche Laufbahn
Im gemeinsamen Sonderheft von Sportecho und fuwo im Sommer 1982 vor dem anstehenden Oberliga- und Ligaspieljahr erschien der damals 21-jährige Fußballer als Neuzugang von der Nationalen Volksarmee im Aufgebot des Zweitligisten BSG Stahl Thale und wurde in diesem für den Angriff nominiert. In der Saison 1982/83 gelangen Uwe Decker in 17 Punktspieleinsätzen zwei Treffer für das Team aus dem Harz.
Im Sommer 1986, inzwischen als Abwehrspieler geführt, wagte Uwe Decker den Sprung in die Oberliga und wechselte von der BSG Stahl Eisenhüttenstadt zum FC Vorwärts Frankfurt/Oder. In der Spielzeit 1986/87 wurde der im Rang eines Feldwebels geführte Erstliganeuling in sieben Partien beim Fußballclub der Armeesportvereinigung Vorwärts eingesetzt. Es blieben bis zum Ende seiner Karriere die einzigen Begegnungen in der höchsten Spielklasse des DDR-Fußballs. Bereits im Frühjahr 1987 kehrte Decker zu Stahl Eisenhüttenstadt zurück. Während der Saison 1987/88 ging der Kicker innerhalb der Liga von Eisenhüttenstadt zur BSG Motor Nordhausen. Als Stammspieler stieg er 1988/89 mit den Harzvorstädtern aus dem ostdeutschen Unterhaus ab.
Nach Mauerfall und im Wiedervereinigungsjahr 1990 tauchte der frühere DDR-Oberligaakteur in einer anderen Oberliga, der drittklassigen Amateur-Oberliga, in der Bundesrepublik auf. Im Spieljahr 1990/91 lief er in der Hinrunde für den SVG Göttingen 07 in der Oberliga Nord auf.